# Caccia al cervo

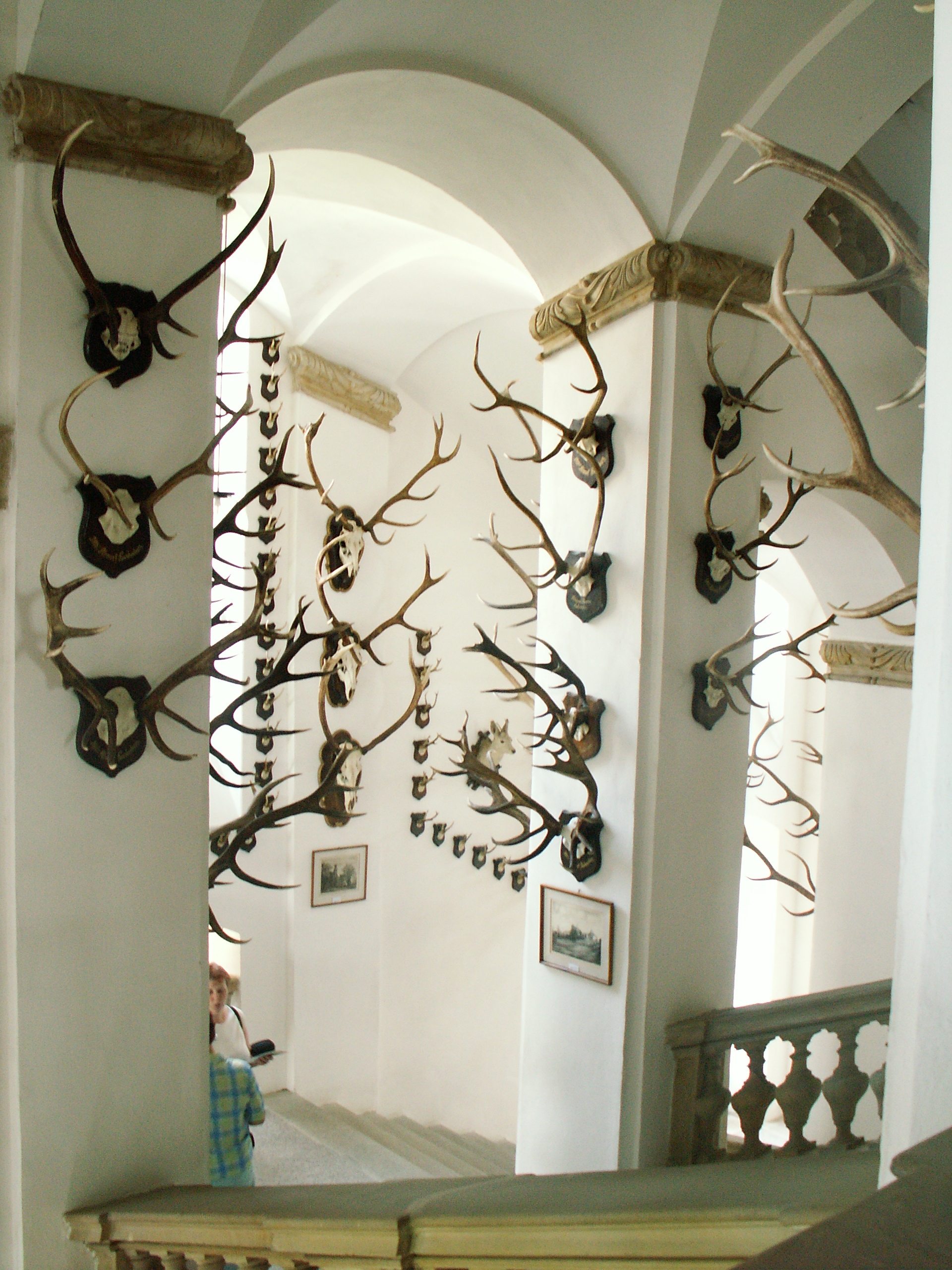
trofei di caccia con "palchi" di cervo - Castello di Úsov (Repubblica Ceca).

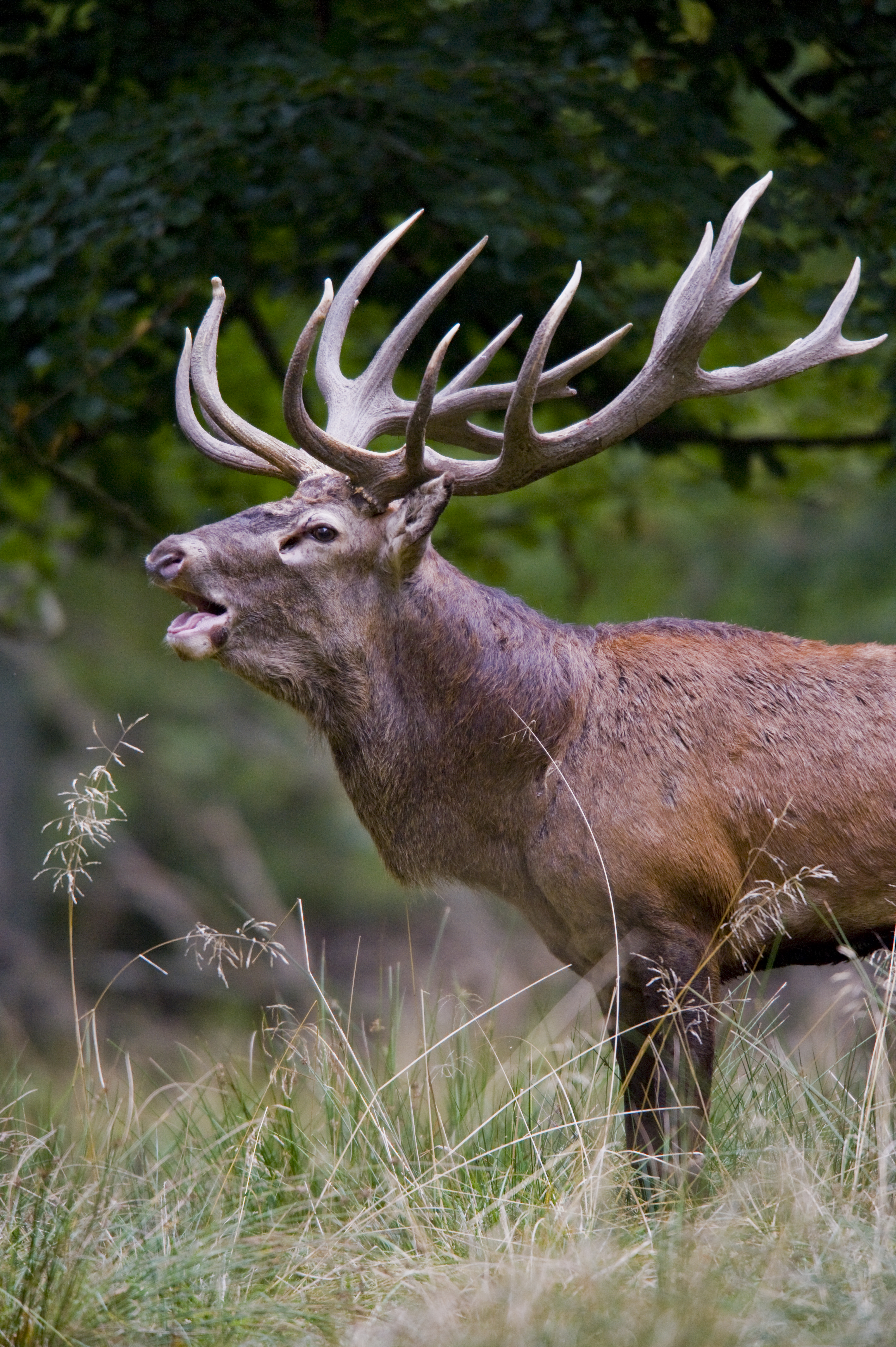
Cervo nobile maschio adulto.

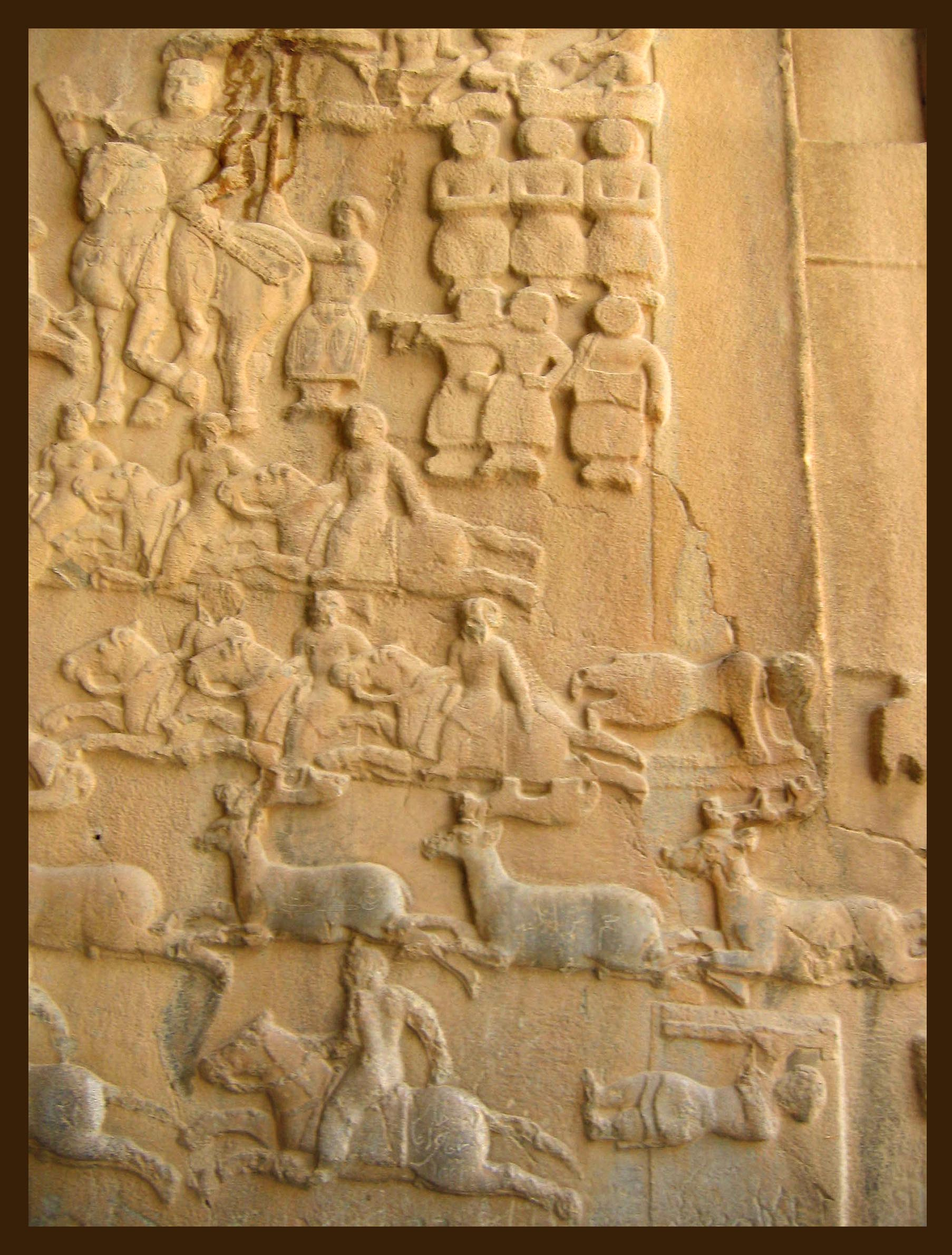
Caccia al cervo a cavallo con l'arco - Altorilievo sasanide, Taq-e Bostan, (IV secolo).

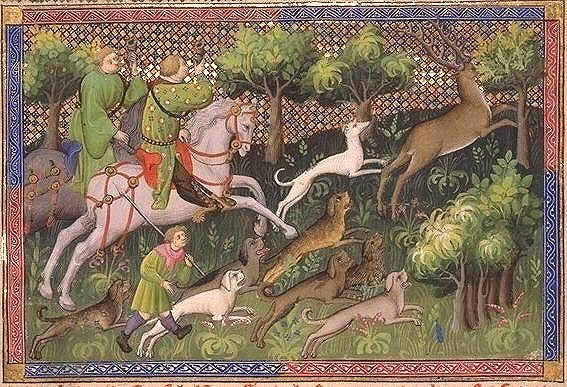
Caccia al cervo con cani e cavalli- miniatura medievale da Le Livre de chasse de Gaston Phébus (XV secolo).

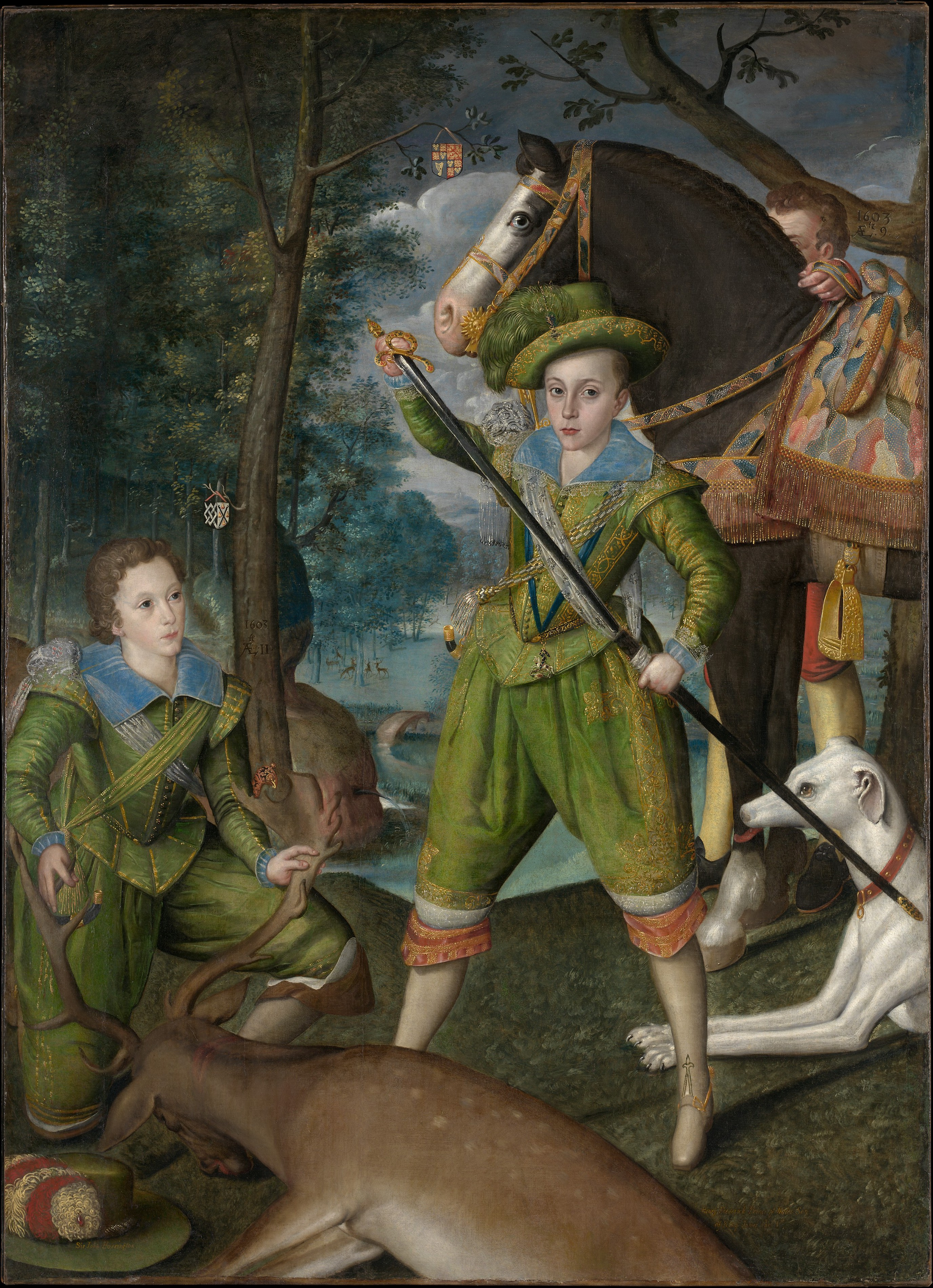
Enrico Federico Stuart abbatte il cervo - Robert Peake il Vecchio, 1603.

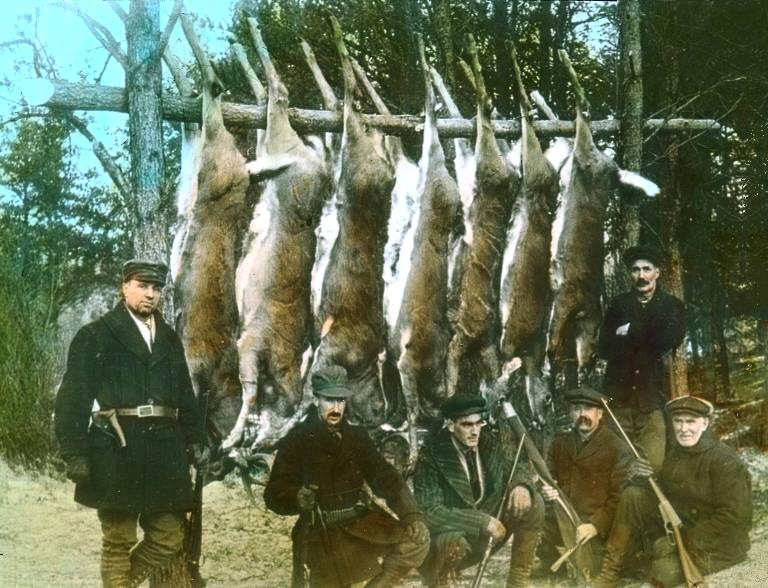
Caccia al cervo nel nord dell'Ontario (Canada), 1930.

La caccia al cervo è la caccia praticata a scopo alimentare, commerciale o ricreativo, avente come obiettivo principale animali appartenenti alla famiglia dei Cervidae, semplicisticamente indicati come "cervi". Come per molte altre tipologie di caccia, la pratica venatoria finalizzata all'abbattimento dei cervi è oggi esercitata in vari Paesi secondo principi di gestione faunistico-venatoria per il controllo delle popolazioni; per i cacciatori costituisce principalmente un hobby, spesso finalizzato all'ottenimento dei trofei.
Il prelievo venatorio dei Cervidi in molti Paesi, come in Italia, è strettamente regolamentato e selettivo, finalizzato al mantenimento di popolazioni stabili e geneticamente forti nel numero e nella densità sostenibile dall'ambiente naturale in cui vivono.
Alcune specie di Cervidi, come daino e cervo nobile, vengono sistematicamente allevate per fini culinari, per l'uso della pelle e dei palchi (che trovano impiego nella medicina tradizionale asiatica), come animale da allevamento a scopo alimentare, per attività da ripopolamento destinata alla reintroduzione allo stato selvatico o esclusivamente per uso venatorio nelle riserve di caccia (aziende faunistico-venatorie). In Italia esistono diversi allevamenti, soprattutto in Toscana, Trentino, Emilia-Romagna e Marche.

## La preda
I Cervidi (Cervidae Goldfuss, 1820) sono una famiglia di mammiferi artiodattili, molti dei quali sono noti con il nome comune di cervo. L'area naturale di diffusione di questi mammiferi comprende tutta l'Europa, dal Mediterraneo alla Lapponia, praticamente tutta l'Asia, dall'Indonesia alla Siberia, e le due Americhe. In Africa l'areale originario era limitato a una striscia a nord del Sahara, mentre in Oceania erano assenti prima dell'introduzione da parte dell'uomo: oggi sono presenti tanto in Australia (sei specie introdotte a partire dal XIX secolo) quanto in Nuova Zelanda.
I cervidi sono gli ultimi grandi ruminanti selvaggi delle regioni temperate. Ne esistono 43 specie, ripartite in 17 generi, caratterizzate da un notevole dimorfismo: dai 2,3 m al garrese per 550 kg dell'alce maschio ai 77 cm al garrese per 27 kg del capriolo, con uno standard di circa 100–120 cm al garrese per 100–120 kg (cervo nobile, cervo mulo, cervo pomellato, sika ecc.). Particolarità di questa famiglia tassonomica sono i palchi, strutture ossee a rinnovo annuale (raramente in alcune specie si possono registrare più cambi in un anno), analoghe ma non omologhe alle "corna" propriamente dette.

## Modalità di caccia
La caccia al cervo può essere esercitata con modalità differenti. In Italia avviene senza l'ausilio di cani da seguita (segugi) essendo una pratica vietata. Le armi usate per l'abbattimento sono carabine di calibro non inferiori al 7, munite di ottiche (cannocchiale montato sull'arma), oppure arco e frecce appositamente costruiti per i grossi animali.
La caccia con la carabina è definita caccia a palla, in quanto le munizioni impiegate sono costituite da un bossolo contenente la polvere da sparo e l'innesco e da un proiettile di forma ogivale, quindi, una palla unica.
Le forme di caccia più comunemente praticate sono di seguito elencate:
- caccia all'aspetto: il singolo cacciatore si apposta nelle zone di passaggio dei cervi e attende l'arrivo della preda, anche posizionandosi su altane o altri nascondigli opportunamente camuffati;
- caccia alla cerca: il singolo cacciatore si muove nelle zone frequentate dai cervi in cerca dell'animale da abbattere e, una volta individuatolo, si appresta velocemente al tiro.
- battuta: un fronte di persone (battitori) spinge un branco di animali verso una linea di cacciatori (tiratori), opportunamente disposti sul terreno. Questa tecnica in Italia è vietata
- braccata: una muta di cani da seguita fiuta gli animali e, dando voce, li spinge verso un allineamento di cacciatori, disposti a semicerchio sul terreno.

Una forma di caccia piuttosto difficile, per questo esercitata da poche persone e tipica delle aree vaste ed aperte che si trovano ad esempio nel Canada e negli Stati Uniti, è il cosiddetto spot and stalk, ovvero l'inseguimento della preda, che consiste nell'azione del singolo cacciatore, il quale, una volta individuata la preda, si appresta ad avvicinarla furtivamente, sino a trovarsi a distanza utile per il tiro (che sarà di lunga gittata e di estrema precisione).

### Caccia al cervo in Italia
In Italia la caccia al cervo è esclusivamente selettiva (tranne che in Friuli-Venezia Giulia) e consentita solo nelle due forme alla cerca e all'aspetto.
È vietato l'uso dei cani da seguita. L'unico caso in cui viene impiegato un ausiliare, costituito dal cane da traccia o da sangue, è durante le operazioni di recupero dell'animale selvatico ferito.

## Storia
La pratica della caccia al cervo figura come uno dei soggetti ricorrenti nella pittura rupestre sin dal Paleolitico, pittura che spesso raffigura questi ungulati non solo come prede, ma anche come spiriti guida dei nostri antenati (v. sciamanesimo). Il cervo veniva cacciato per la sua carne e per i suoi palchi, ancor oggi parte integrante del costume e delle vesti rituali di capi religiosi in culture primitive.

### Medioevo
Nell'immaginario collettivo del Medioevo (v. bestiario), il re degli animali era il cervo maschio adulto, indicato in lingua inglese con il nome di hart, caratterizzato da un palco avente almeno dieci punte. Il significato simbolico dell'animale era fortissimo, connotato da valori enormemente positivi. Il cervo era simbolo del Cristo e spesso veicolo di miracoli e prodigi: nella mitologia cristiana, il martire romano Eustachio si convertì al cristianesimo dopo aver visto il crocifisso tra i palchi del cervo che stava cacciando e suo simbolo distintivo nell'iconografia cristiana divenne appunto il cervo.
Privilegio esclusivo della nobiltà, da cui lo sviluppo, in lingua italiana, del vocabolo "cervo nobile" per indicare l'ungulato, la caccia al cervo veniva praticata nell'Europa medievale in due modi: stanando la preda con i cani (par force de chiens=by force of dogs) o abbattendola con arco e frecce stando in sella:
- la caccia con i cani era ritenuta la pratica venatoria nobile per eccellenza. Si sviluppava in un lungo inseguimento, durante il quale il cervo veniva sfiancato dal branco dei cani da caccia (levriero, veltro e razze simili), articolantesi in otto fasi ben precise, descritteci dai cronisti medievali con cura e dedizione quasi sacrali:
  - la cerca, affidata ad un cercatore di piste e ad un esperto cacciatore, incaricati di scovare il punto esatto della boscaglia, nel quale il cervo si trova;
  - l'assemblea dei cacciatori valutava le informazioni fornite dal battitore, per esempio analizzando gli escrementi dell'animale, ed elaborava la strategia da seguirsi per la caccia. Si trattava non solo di una riunione operativa, ma di un convivio, durante il quale i cacciatori desinavano;
  - la posta, durante la quale i cani venivano portati il più vicino possibile alla preda, onde meglio snidarla dalla macchia;
  - la mossa, quando il cercatore di tracce trovava il segno fresco della preda per i cani;
  - la corsa costituiva il momento vero e proprio della caccia: quando il branco dei cani inseguiva il cervo per fiaccarlo;
  - il latrato[3],che si riferisce a quando il cervo, ormai troppo debole per correre, si gira ed affronta i cani quale extrema ratio. Il branco viene richiamato e bloccato dai guardiani, dopodiché uno dei cacciatori, il più insigne o l'eletto del momento, smonta e finisce l'animale con un colpo di lancia o di spada;
  - lo smembramento del cervo, eseguito rapidamente con un approccio quasi ritualistico;
  - Curée, quando i cani vengono ricompensati del loro apporto alla caccia con pezzi freschi della carcassa, affinché ricordino il sapore del premio e mantengano al meglio la capacità e la forza necessarie alla caccia futura;
- l'abbattimento del cervo con l'arco, stando in sella, poteva avvenire in due modi: la preda veniva stanata ricorrendo nuovamente ai cani e poi abbattuta "alla posta" dagli arcieri nascosti; o veniva avvicinata lentamente da due o tre arcieri montati che, con pazienza, aspettavano di arrivarle il più vicino possibile, e ciò grazie all'uso dei cavalli, la cui presenza, come quella degli altri quadrupedi, non spaventa molto il cervo.